# J. C. Daniel Award
J. C. Daniel Award – nagroda filmowa przyznawana corocznie przez rząd stanu Kerala za zasługi dla Mollywood.
Została ustanowiona w 1992. Upamiętnia uznawanego za ojca kinematografii w malajalam J. C. Daniela. Wręczana jest razem ze, związanymi z Mollywood, nagrodami Kerala State Film Awards. Jej zdobywca otrzymuje gratyfikację w wysokości 100 tys. INR. Autonomicznym ciałem, działającym w ramach rządu stanowego, związanym z tym wyróżnieniem jest Kerala State Chalachitra Academy. Wśród laureatów można znaleźć między innymi Thikkurissy Sukumarana Naira (1993), M. Krishnana Naira (1999) i K. J. Yesudasa (2002).